# کلشچوو (شهرستان پوزنانگ)
کلشچوو (به لهستانی:  Kleszczewo) یک روستا در لهستان است که در Gmina Kleszczewo واقع شده‌است.
 کلشچوو  ۴۳۰ نفر جمعیت دارد.